# Carcaixent
Carcaixent (valencianskt uttal: [kaɾkajˈʃent], spanska: Carcagente) är en stad och kommun i provinsen Valencia i den autonoma regionen Valencia i östra Spanien. Staden ligger cirka 39 kilometer söder om Valencia. Kommunen har 21 317 invånare (2024), på en yta av 59,25 km².